# الرستمية (العراق)
الرستمية منطقة عسكرية بجنوب شرق بغداد في صَوْب الرصافة. مُطلّة على الجانب الغربي من نهر ديالى. توجد فيها الكلية العسكرية العراقية الأولى والتي اتخذت منها القوات الأمريكية قاعدة لها بعد احتلال العراق عام 2003 . ونظراً لوجود الكلية العسكرية الأولى ومطار الرشيد فيها يقطنها عدد كبير من ضباط الجيش العراقي والمراتب والصنوف في عدد من المنازل تصل إلى 150 منزل لذلك بالإضافة إلى أنها منطقة عسكرية تعتبر منطقة سكنية صغيرة أيضا. كانت تضم معهد المعلمين الذي كان شاعر العرب الأكبر محمد مهدي الجواهري أستاذاً فيه ولجمال المنطقة كتب فيها قصيدة بعنوان حي الرستمية.